# Tara Buck
Tara L. Buck (Idaho, 16 marzo 1975) è un'attrice statunitense, che lavora nel campo televisivo, cinematografico e teatrale, nota per il ruolo ricorrente di Ginger nella serie televisiva True Blood.

## Biografia
Nata nell'Idaho, ha frequentato e si è diploma presso la prestigiosa American Academy of Dramatic Arts. Ottiene il suo primo ruolo televisivo nel 1999, partecipando a due episodi della serie televisiva Cinque in famiglia. Negli anni successivi è apparsa come guest star in numerose serie televisive, come X-Files, Sabrina, vita da strega, Bones, Senza traccia, Nip/Tuck, The Closer, Justified e molte altre.
Dal 2008 interpreta il ruolo ricorrente della barista Ginger nella serie televisiva della HBO True Blood. La Buck è attiva anche in campo teatrale, ha lavorato nell'opera teatrale di Paula Vogel How I Learned to Drive, vincitrice del Pulitzer del Teatro nel 1998, e in Ten Cent Night di Marisa Wegrzyn. Sempre in ambito teatrale, nel 2005 ha ottenuto una candidatura al Ovation Award per la sua interpretazione in A Gift from Heaven, al fianco di Beth Grant.

## Filmografia

### Cinema
- Thinking Positive, regia di Daniel Kopec (1999) – cortometraggio
- The Grind, regia di Jhon Doria (2010)
- 2ND Take, regia di John Suits (2011)
- The Life Zone, regia di Rod Weber (2011)
- K-11, regia di Jules Stewart (2012)
- Tomorrow You're Gone, regia di David Jacobson (2012)
- Oltre il male (At the Devil's Door), regia di Nicholas McCarty (2014)
- Pee-wee's Big Holiday, regia di John Lee (2016)
- L'eredità della vipera (Inherit the Viper), regia di Anthony Jerjen (2019)

### Televisione
- Cinque in famiglia (Party of Five) – serie TV, 2 episodi (1999)
- X-Files (The X-Files) – serie TV, 1 episodio (2000)
- Sabrina, vita da strega (Sabrina, the Teenage Witch) – serie TV, 1 episodio (2000)
- The Division – serie TV, 1 episodio (2002)
- Senza traccia (Without a Trace) – serie TV, 1 episodio (2003)
- JAG - Avvocati in divisa (JAG) – serie TV, 1 episodio (2003)
- Six Feet Under – serie TV, 1 episodio (2004)
- NCIS - Unità anticrimine (NCIS) – serie TV, 1 episodio (2004)
- The Shield – serie TV, 1 episodio (2005)
- Squadra Med - Il coraggio delle donne (Strong Medicine) – serie TV, 1 episodio (2005)
- Nip/Tuck – serie TV, 2 episodi (2005)
- The Closer – serie TV, 1 episodio (2006)
- Cold Case - Delitti irrisolti (Cold Case) – serie TV, episodio 4x11 (2006)
- 1% – film TV, regia di Alan Taylor (2008)
- Bones – serie TV, 1 episodio (2009)
- The Whole Truth – serie TV, 1 episodio (2010)
- Justified – serie TV, 2 episodi (2011)
- Southland – serie TV, 1 episodio (2011)
- Prime Suspect – serie TV, 1 episodio (2011)
- True Blood – serie TV, 13 episodi (2008-2014) – Ginger
- Ray Donovan – serie TV, 10 episodi (2016- in corso)

## Doppiatrici italiane
Nelle versioni in italiano delle opere in cui ha recitato, Tara Buck è stata doppiata da:
- Paola Majano in X-Files
- Cinzia Villari in The Shield
- Daniela Calò in Nip/Tuck
- Roberta Greganti in The Closer
- Antonella Giannini in Criminal Minds
- Francesca Zavaglia in Ray Donovan
- Monica Migliori in Bloodline
- Giovanna Martinuzzi in Magnum P.I.